# O Nascimento de Vênus Tour
O Nascimento de Vênus Tour é o segundo álbum ao vivo e o quinto geral da carreira da cantora e compositora brasileira Catto, o primeiro lançado já sob a identidade trans não-binária. Foi produzido pela própria artista e pelo músico gaúcho DJ Jojô Lonestar (Tagua Tagua) e gravado ao vivo no Sesc Pinheiros em 13 de março de 2020. 
É também o nome do showcumentário dirigido por Catto, Daguito Rodrigues e Juliana Robin que traz uma narrativa visual da turnê, interrompida pela pandemia do coronavírus.

## Lista de faixas
| N.º            | Título                                         | Compositor(es)                    | Duração    |  |
| 1.             | "Abertura (O Lago dos Cisnes) - Vênus Ao Vivo" | Pyotr Ilyich Tchaikovsky          | 1:15       |  |
| 2.             | "Como Um Raio - Vênus Ao Vivo"                 | Rômulo Fróes, Nuno Ramos          | 1:07       |  |
| 3.             | "Adoração - Vênus Ao Vivo"                     | Filipe Catto                      | 4:12       |  |
| 4.             | "Depois de Amanhã - Vênus Ao Vivo"             | Filipe Catto, Paulinho Moska      | 3:34       |  |
| 5.             | "É Sempre O Mesmo Lugar - Vênus Ao Vivo"       | Rômulo Fróes, César Lacerda       | 4:33       |  |
| 6.             | "Canção e Silêncio - Vênus Ao Vivo"            | Zé Manoel                         | 4:04       |  |
| 7.             | "Um Nota Um - Vênus Ao Vivo"                   | Bruno Capinan                     | 4:44       |  |
| 8.             | "Torrente - Vênus Ao Vivo"                     | Filipe Catto, Fabio Pinczowski    | 4:40       |  |
| 9.             | "Eva - Vênus Ao Vivo"                          | Giancarlo Bigazzi, Umberto Tozzi  | 3:35       |  |
| 10.            | "Saga - Vênus Ao Vivo"                         | Filipe Catto                      | 3:11       |  |
| 11.            | "Canção de Engate - Vênus Ao Vivo"             | Antônio Variações                 | 4:32       |  |
| 12.            | "Do Fundo do Coração - Vênus Ao Vivo"          | Juliano Barroso, Taciana Barros   | 5:08       |  |
| 13.            | "Lua Deserta - Vênus Ao Vivo"                  | Filipe Catto                      | 6:06       |  |
| 14.            | "Roupa do Corpo - Vênus Ao Vivo"               | Filipe Catto                      | 2:05       |  |
| 15.            | "Eu Não Quero Mais - Vênus Ao Vivo"            | Juliano Holanda, Igor de Carvalho | 4:43       |  |
| Duração total: | Duração total:                                 | Duração total:                    | 57mins 36s |  |

## Créditos

### Álbum
- Filipe Catto (composição, vocais, produção musical, mixagem, fotos, direção de arte, design gráfico, ilustrações)
- DJ Jojo Lonestar (produção musical, mixagem, tratamento de áudio, guitarra, programações, synths)
- Felipe Puperi (direção musical tour)
- Michelle Abu (bateria, percussão)
- Fábio Pinczowski (guitarra)
- Magno Vitto (baixo e synth bass)
- Florencia Saravia-Akamine (masterização)
- Anderson Chames (gravação de áudio)

### Showcumentário
- Direção e Roteiro: Filipe Catto (Catto La Catt), Daguito Rodrigues e Juliana Robin
- Produção: Sil Ribas
- Produção Executiva: Filipe Catto, Editsy
- Direção de Fotografia: Daguito Rodrigues, Juliana Robin, Valentina Grissel
- Edição: Filipe Catto
- Direção de Arte e colorização: Juliana Robin
- Styling e Beauty: Alma Negrot
- Câmeras Estúdio: Daguito Rodrigues, Juliana Robin
- Cenotécnico: Diego Teixeira dos Santos
- Cauda Sereia: Sirenusa Fins by Thia Sguoti
- Unhas: Roberta Munis
- Acessórios: Nart Studio, Farpada
- Cabelo: Rocker Perucas